# Rushden
Rushden är en stad och civil parish i kommunen North Northamptonshire i England. Orten har 29 272 invånare (2011). Byn nämndes i Domedagsboken (Domesday Book) år 1086, och kallades då Ris(e)dene.